# Bracia Adamowiczowie

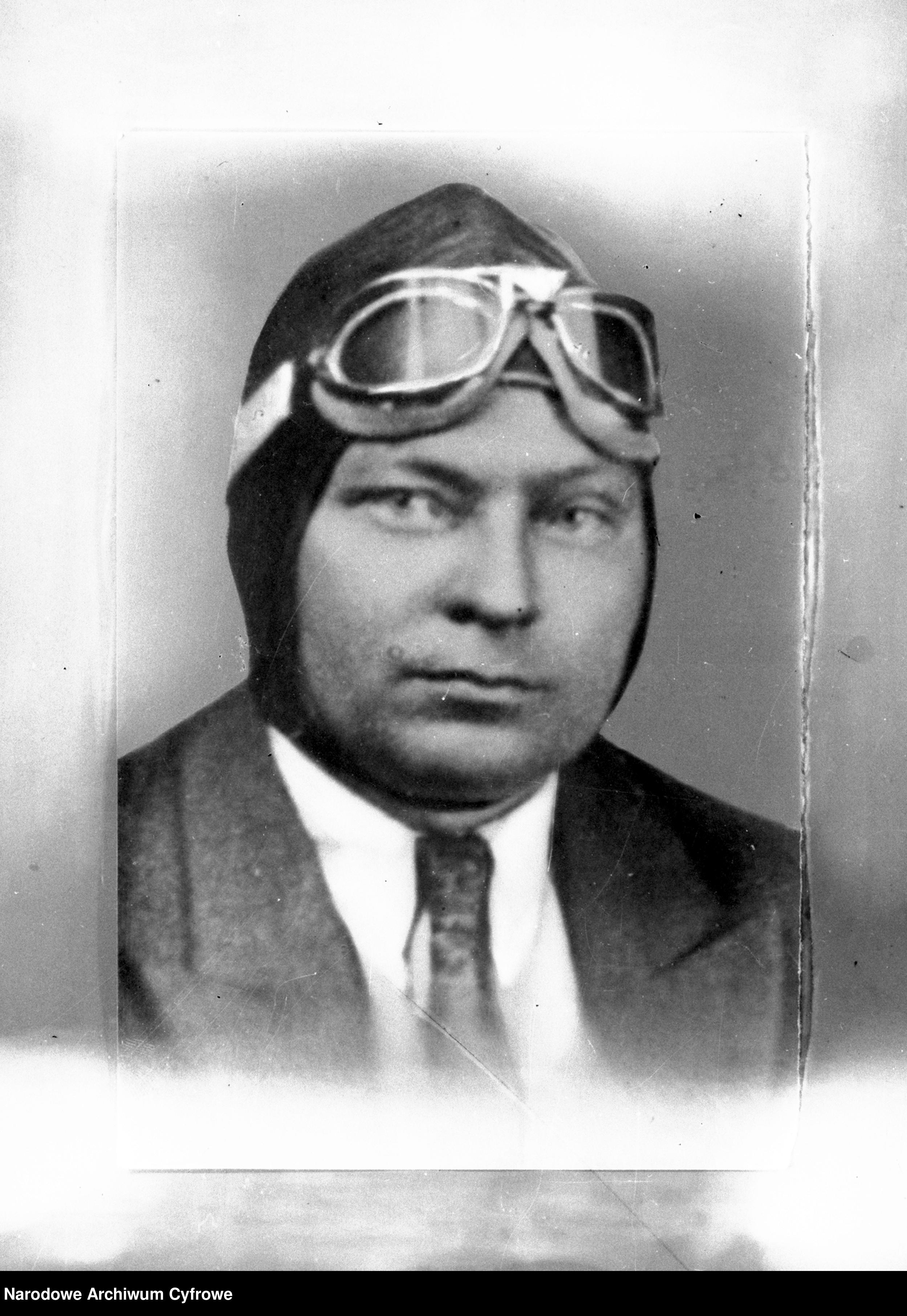
Józef Adamowicz, 1934 r.

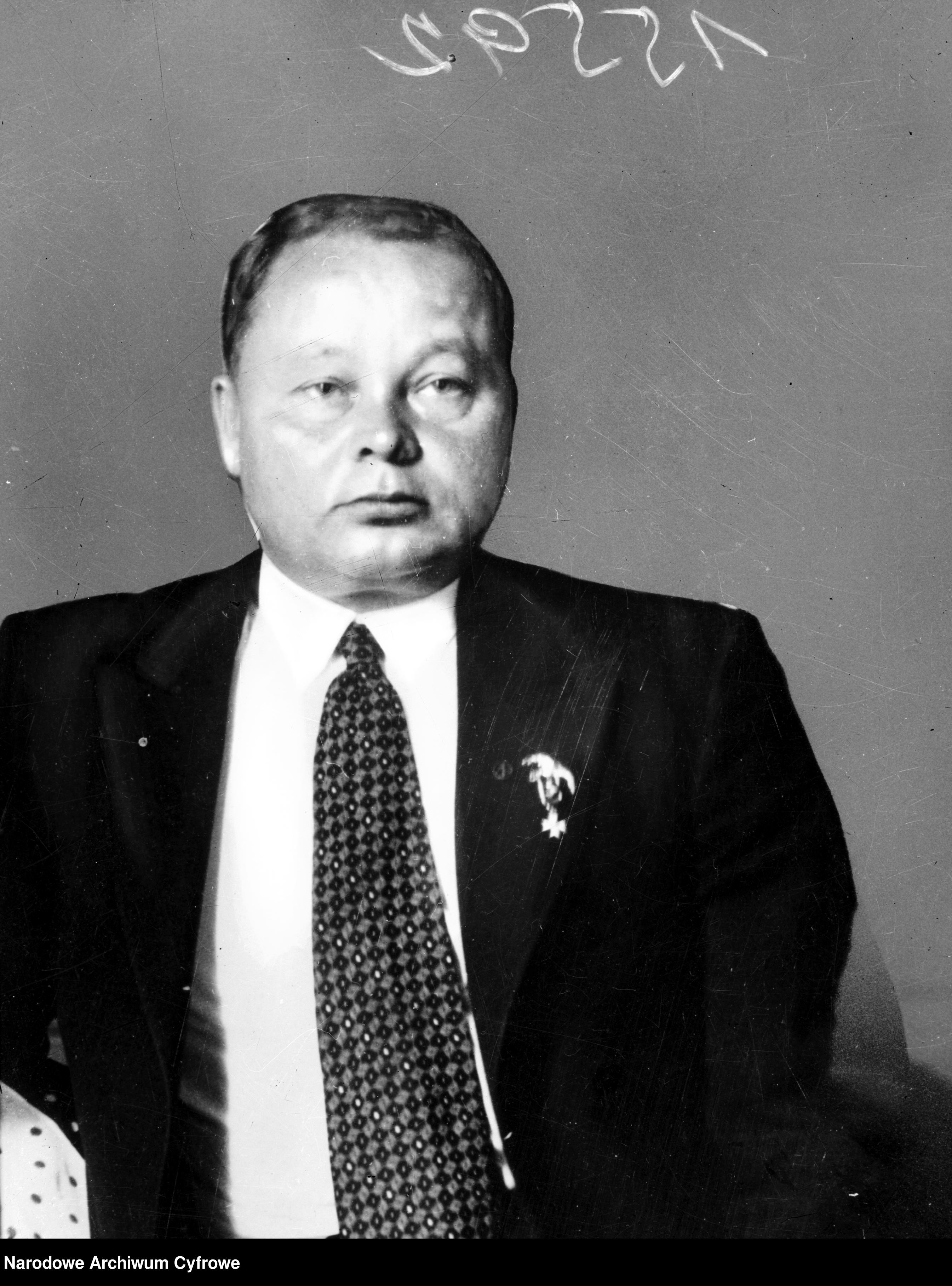
Bolesław Adamowicz

Bracia Bolesław Adamowicz (ur. w 1896, zm. w czerwcu 1979) i Józef Adamowicz (ur. w 1893, zm. w listopadzie 1970) – amerykańscy przemysłowcy oraz lotnicy-amatorzy polskiego pochodzenia, wsławieni lotem przez Atlantyk w 1934 roku.

## Życiorys
Urodzili się na Wileńszczyźnie we wsi Janowszczyzna (Янкоўшчына, białorus.) pow. Wilejskiego, w ówczesnym zaborze rosyjskim. Za wzorem najstarszego brata Bronisława, przed I wojną światową wyemigrowali do Stanów Zjednoczonych. Początkowo Józef pracował w cukrowni Arbockler Brothers, a młody Bolesław w fabryce sprężyn, a w końcu w tej samej cukrowni. W 1918 roku Bolesław i Józef Adamowiczowie, którzy w międzyczasie uprościli swoje imiona na Ben i Joe, z uzbieranych oszczędności założyli w Nowym Jorku własne  przedsiębiorstwo w postaci niewielkiej wytwórni napojów chłodzących i gazowanych oraz wody sodowej. Po kilku latach, własna działalność ustawiła ich nieźle pod względem finansowym.

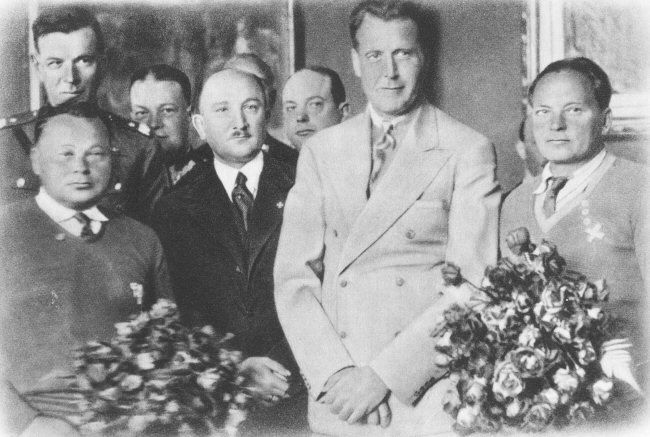
Bracia Adamowiczowie (po bokach zdjęcia) podejmowani w Radzie Miejskiej w Warszawie, lipiec 1934

W 1928 roku po raz pierwszy w życiu bracia odbyli lot turystyczny małym samolotem w charakterze pasażerów i od tej pory zaczęła się ich fascynacja lotnictwem. 
Za 3400 dolarów kupili własny dwupłatowy samolot szkolny Waco (nr rej. NC 1868) i ukończyli lekcje podstawowego pilotażu. Następnie zakupili samolot Waco z mocniejszym silnikiem Wright o mocy 165 KM. 
Pod wpływem wyczynów lotniczych na świecie, w tym coraz liczniejszych przelotów nad Atlantykiem, szczególnie silnie działających na wyobraźnię, bracia zdecydowali podjąć wzorem Charlesa Lindbergha próbę przelotu nad Atlantykiem, wychodząc z założenia, że „jakiś Polak musi zwyciężyć ocean, bo nie może być Polak gorszy od Amerykanina, Francuza albo Duńczyka i Włocha”. Na utwierdzenie w zamiarze wpłynęło dość przypadkowe zwycięstwo w konkursie samolotów turystycznych na lotnisku Floyd Bennett w maju 1932, gdzie dystans do pokonania wynosił jednak zaledwie 11 mil. Mimo to, obaj bracia byli amatorami w dziedzinie pilotażu, o niewielkim przygotowaniu teoretycznym. 
W celu przelotu, bracia sprzedali stary samolot i zakupili za sumę 22 000 dolarów dalekodystansowy samolot J300 firmy Bellanca, napędzany silnikiem Wright o mocy 200 KM, o prędkości maksymalnej 209 km/h (nr rej. NR797W). Oprócz standardowych zbiorników o pojemności 1627 litrów paliwa, bracia zamontowali w kadłubie dwa dodatkowe zbiorniki na 440 galonów benzyny, a awaryjnie zabrali także 21 galonów w blaszanych bańkach. Z wyposażenia, samolot posiadał jedynie żyrokompas, natomiast z powodu kurczących się oszczędności braci, nie posiadał radia ani automatycznego pilota. Samolot otrzymał wymalowane na kadłubie godło Orła Białego i angielską nazwę "City of Warsaw" (pol. Miasto Warszawa) oraz napis „New York – Warszawa”. 
Gdy w sierpniu 1933 roku bracia dokonywali przelotu do planowanego miejsca startu, z Nowego Jorku na niewielkie lądowisko Harbour Grace na Nowej Fundlandii, pilot, któremu zlecili przeprowadzenie samolotu, uszkodził go podczas lądowania. Mimo to, bracia odremontowali samolot i postanowili podjąć próbę przelotu w następnym roku. Przymusową przerwę Bolesław Adamowicz wykorzystał na pogłębienie umiejętności z nawigacji lotniczej i zdanie egzaminu z lotów bez widoczności ziemi, zaledwie na kilka dni przed startem. Bracia zapoznali się również dokładniej z charakterystykami meteorologicznymi nad Atlantykiem. Mimo to, nie posiadając radia, a jedynie rakietnicę z nabojami sygnalizacyjnymi, przelot był połączony z wyjątkowo dużym ryzykiem. 
28 czerwca 1934 bracia wystartowali z lotniska Floyd Bennett Field koło Nowego Jorku do wysuniętego najbardziej na wschód lotniska Harbour Grace na Nowej Fundlandii; tym razem lecieli o własnych siłach i wylądowali bez kłopotów. Następnego dnia, 29 czerwca o godzinie 5 rano, bracia wystartowali do lotu przez Atlantyk, wpisując w dzienniku pokładowym: „June 29. Take off 5 O’Clock From Harbour Grace for Warsaw, Poland”. 
Początkowo bracia lecieli we w miarę dobrych warunkach, na wysokości 3000 m, lecz po sześciu godzinach nad oceanem, temperatura spadła i samolot uległ oblodzeniu, tracąc manewrowość i obniżając pułap na ok. 1200 m. Na mniejszej wysokości, w cieplejszym otoczeniu, Bolesław odzyskał panowanie nad samolotem. Charakterystyczny był fakt, że Józef, prowadzący dziennik pokładowy po angielsku, po uwagach: ice.. ice.. (lód), niespodziewanie wpisał: Boże zletujse nad nami. Lecąc dalej, bracia napotkali złą pogodę: burzę z gęstymi chmurami o niskiej podstawie, deszczem i porywistym wiatrem. Po kilku godzinach w burzy, braciom udało się wylecieć ponad chmury, na wysokość ok. 4000 m. Wówczas, po 11 godzinach lotu bracia odkryli, że z jednego ze zbiorników wycieka paliwo. Na szczęście, dzięki awaryjnemu zapasowi, który przepompowali do zbiorników głównych, starczyło im paliwa na dalszy lot. Rankiem 30 czerwca po około 20 godzinach lotu ujrzeli brzeg Europy, lecz nie wiedzieli, gdzie dokładnie się znajdują. Ponieważ nadciągnęły chmury i mgła, bracia przez dalsze trzy godziny lecieli na wschód, bez widoczności ziemi, po czym zawrócili i przez godzinę lecieli w przeciwnym kierunku. Korzystając z polepszenia widoczności, a nie mogąc zlokalizować żadnego miasta, wylądowali na przygodnej małej łące, przeskakując stado krów – jak się okazało, koło miejscowości Fleury-sur-Orne w Normandii we Francji. 

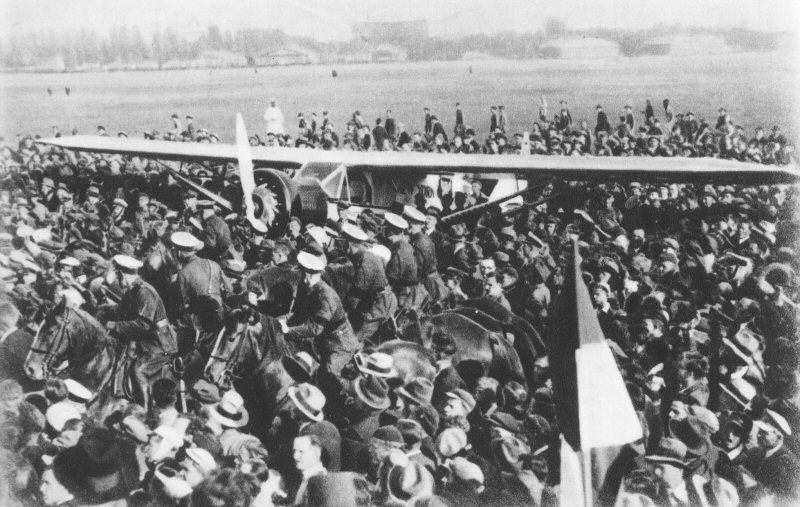
Po przybyciu na lotnisku w Warszawie, 2 lipca 1934

Bracia skorzystali z gościny Francuzów i spotkali się z przybyłym polskim attaché wojskowym, a następnego dnia po naprawie kółka ogonowego, które uległo lekkiemu uszkodzeniu podczas lądowania, bracia wystartowali do Paryża, gdzie ich przylot stał się już sensacją. Po zatankowaniu, bracia podjęli dalszy lot do Warszawy, lecz z powodu kończącego się paliwa, pomyliwszy położenie po drodze, lądowali w Niemczech niedaleko granicy z Polską. Z powodu konieczności naprawy podwozia, dopiero następnego dnia wystartowali do dalszego lotu, lecz na skutek pomylenia kursu wylądowali w Toruniu. Ostatni odcinek do Warszawy bracia przebyli w towarzystwie pilota Aleksandra Onoszki, czuwającego nad prawidłowością nawigacji. Na lotnisku mokotowskim w Warszawie, samolot Adamowiczów wylądował około godz. 17, w honorowej eskorcie polskich myśliwców. Łącznie przelot z Nowego Jorku do Warszawy trwał cztery doby i jedenaście godzin.
W Warszawie bracia zostali powitani jako bohaterowie i podejmowani przez władze państwowe, w tym premiera Kozłowskiego oraz uhonorowani odznaczeniami. Otrzymali Złotą Odznakę Honorową Ligi Obrony Powietrznej i Przeciwgazowej, a także honorowe odznaki pilotów wojskowych. Ich wyczyn szczególnie mocno wpływał na emocje przez fakt, że obaj bracia byli, jak to określano w publikacjach z tego okresu, zwykłymi „zjadaczami chleba”, dwoma starszymi panami o pewnej skłonności do łysiny, o nieprzeciętnej tuszy i jowialnym wyglądzie businessmanów z działu gastronomicznego. W istocie, ich wyczyn, przy jedynie amatorskim doświadczeniu w pilotażu, był wysoce śmiały i ryzykowny i udał się, jak to sami bracia przyznawali, dzięki dużej dozie szczęścia. Byli drugimi Polakami, którzy przelecieli nad Atlantykiem, po Stanisławie Skarżyńskim (maj 1933), lecz pierwszymi, którzy przelecieli nad północnym Atlantykiem. 
Po zakończeniu uroczystości na ich cześć, bracia sprzedali samolot Lidze Obrony Przeciwlotniczej i Przeciwgazowej i powrócili statkiem do USA.
Wrócili do USA pełni optymizmu, z ambitnymi planami na przyszłość. Jednakże w porcie przywitali ich nie tylko fotoreporterzy i członkowie rodziny, ale i prokuratorzy. W ich fabryce policjanci znaleźli maszynę bimbrowniczą i beczki fermentującego moszczu. Wprawdzie Adamowiczowie twierdzili, że w 1927 r. mieli pozwolenie na produkcję alkoholu, ale destylarnie musiały płacić podatki, czego bracia nie robili. Skazano ich na 15 miesięcy więzienia, a gdy z niego wyszli, nigdy już nie odzyskali reputacji ani majątku. Bolesław i Józef znowu musieli prowadzić życie emigrantów na dorobku, pracowali u dawnego znajomego na Brooklynie, mieszkali razem w tanim pokoju. Zmarli zapomniani i w biedzie – Józef Adamowicz w listopadzie 1970, a Bolesław Adamowicz w czerwcu 1979
W 1951 ich pamiętnik Przez Atlantyk został wycofany z polskich bibliotek oraz objęty cenzurą.